# Adolph Eduard Grube

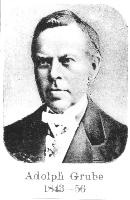
Adolf Eduard Grube

Adolph Eduard Grube, auch Adolf Eduard Grube (* 18. Mai 1812 in Königsberg (Preußen); † 28. Juni 1880 in Breslau) war ein deutscher Zoologe.

## Leben
Grube stammte aus einer Juristenfamilie und studierte ab 1830 in Königsberg Naturwissenschaften, besonders Zoologie und vergleichende Anatomie bei Karl Ernst von Baer und Friedrich Burdach. 1834 wurde er promoviert, habilitierte sich 1837 und 1843 außerordentlicher Professor in Königsberg. 1844 wechselte er als Professor für Zoologie an die Universität Dorpat und 1857 wurde er Professor für Zoologie an der Universität Breslau als Nachfolger von Johann Ludwig Christian Carl Gravenhorst. Dort baute er das Zoologische Museum auf.
Er befasste sich besonders mit marinen Ringelwürmern (Annelida), besonders Vielborstern (Polychaeta). Er beschrieb viele neue Arten, die er teilweise selbst im Mittelmeer sammelte oder aus anderen Sammlungen, die er bearbeitete (wie die der Novara-Expedition).1853 prägte er den Namen Onychophora in der ersten grundlegenden Arbeit über Peripatus.
Er war russischer Staatsrat und Mitglied der Leopoldina. 1874 wurde er als korrespondierendes Mitglied in die Russische Akademie der Wissenschaften in Sankt Petersburg aufgenommen. Er war Mitglied der Gesellschaft Deutscher Naturforscher und Ärzte.

## Schriften
- Zur Anatomie und Physiologie der Kiemenwürmer 1838
- Actinien, Echinodermen und würmer des adriatischen und Mittelmeeres 1840
- Die Familien der Anneliden 1850 (Digitalisat)
- Über den Bau des Peripatus Edwardsii,  Archiv f. Anatomie, Physiol. u. wiss. Med. 20, 1853, S. 322–360